# Cusack – Der Schweigsame
Cusack – Der Schweigsame (Originaltitel: Code of Silence) ist ein US-amerikanischer Action-Thriller aus dem Jahr 1985. Die Hauptrollen verkörperten unter anderem Chuck Norris und Henry Silva. Die Regie führte Andrew Davis.

## Handlung
Eddie Cusack arbeitet bei der Chicagoer Polizei und will den gefährlichen kolumbianischen Drogenhändler Luis Camacho hinter Schloss und Riegel bringen. Nachdem er sechs Monate lang eine Undercoveraktion geplant hat, endet diese – durch das Eingreifen einer dritten Partei – in einem Blutbad. Denn Tony Luna, ebenfalls ein reicher Gangsterboss, lässt die Mafiosi während des Drogendeals erschießen. Außerdem hat der alkoholisierte Cragie, einer von Cusacks Männern, während des Einsatzes versehentlich einen Teenager erschossen. Cusack weigert sich, eine Petition zu unterschreiben, die Cragie begnadigen würde, weil er der Ansicht ist, dass Cragie eine Gefahr darstelle. Deshalb wird Cusack von seinen Kollegen zunächst gemieden. Für Luis Camacho ist der Tod seiner acht Mitstreiter verheerend. Nur sein Bruder Victor hat überlebt. Von Rachegefühlen erfüllt, beschuldigt er Cusack samt Luna dieser Tat. Ein Krieg zwischen den beiden Mafia-Clans beginnt. Diana Luna, die Tochter Tonys, wird von Eddie verfolgt. Er ahnt, dass Luis sie entführen will, um Tony zu töten. Eddie beginnt von nun an gegen den Willen seiner erbosten Kollegen zu ermitteln. Während dieser Zeit wird der mit Raketen bestückte Mini-Panzer „The Prowler“ fertiggestellt. Nach einer halsbrecherischen Verfolgungsjagd kann Cusack Dianas Vertrauen gewinnen. Doch ihre Mutter wird von Luis und seinen Handlangern ermordet. Tony verschwindet aus der Schusslinie und Dorato, ein guter Kumpel und Polizeikollege Eddies, ist bereit, die Tochter des Mafiabosses bei sich unterzubringen. Doch auch er wird von den Feinden ermordet. Cusack bricht darauf in Louis Bar ein. Hier schlägt er Victor Comacho die Nase blutig und beginnt eine Schlägerei mit einem guten Dutzend anderer Männer. Doch alleine hat er keine Chance und wird überwältigt. Als Tony eintrifft, verlangt er von Luis Diana ausgeliefert zu bekommen, doch stattdessen bekommt er Eddie. Daraufhin macht der inzwischen befreite Cusack Jagd auf Tony und tötet ihn versehentlich bei einem Verkehrsunfall. Das meldet er auch den Camachos. Danach stiehlt er den Prowler und attackiert Luis in einer Tiefgarage, in der sich dieser mit seinen Schergen verschanzt hat. Im Verlauf der Schießerei gelingt es ihm, alle Mafiaangehörigen zu töten. Er befreit Diana und bringt sie in ein Krankenhaus. Am Ende wird Eddie von seinen Kollegen wieder respektiert.

## Hintergrund
- Das von Michael Butler und Dennis Shryack verfasste Drehbuch sollte eigentlich als Grundlage für den vierten Teil der Dirty-Harry-Filmreihe mit Clint Eastwood in der Hauptrolle dienen, wurde jedoch von Eastwood selbst gegen ein anderes Drehbuch getauscht. In der Folge wurde es vom Produzenten Raymond Wagner für rund 800.000 US-Dollar aufgekauft.[2]
- Wie bereits zuvor McQuade, der Wolf (1983) wurde der Film von Orion Pictures Corporation in den Kinos vertrieben.[3]
- Die Dreharbeiten fanden komplett in Chicago statt und wurde nach rund 8 Wochen im Winter 1984 beendet. Die Produktionskosten beliefen sich auf 7 Millionen US-Dollar.[4]
- Im Mai 1985 lief der Film in den US-amerikanischen Kinos an und spielte etwa 20,3 Millionen Dollar ein.[5]
- Im Gegensatz zu vorhergehenden Filmen mit Chuck Norris in der Hauptrolle waren die Kritiken vielfach positiv.[6]

## Kritiken
„Ganz auf den Hauptdarsteller hin inszenierter, weitgehend spannender Action-Thriller, der jedoch die Gewalttaten überbetont.“